# SP-171
Die SP-171 ist eine Staatsstraße im Bundesstaat São Paulo in Brasilien.
Sie durchläuft von Norden nach Süden die gesamte Mikroregion von Paraibuna-Paraitinga. Sie hat eine Länge von 70 km, beginnt in Guaratinguetá, verläuft über Cunha und endet an der Staatsgrenze zu Rio de Janeiro. Von dort führt sie mit der Klassifizierung RJ-165 weiter nach Paraty.